# Arroyo Hervidero Chico
El arroyo Hervidero Chico es un curso de agua uruguayo, ubicado en el departamento de Paysandú, perteneciente a la cuenca hidrográfica del río Uruguay.
Nace en la Cuchilla Chapicuy, y discurre con rumbo noroeste hasta desembocar en el Arroyo Hervidero Grande.